# Torneo de Dubái 2014
El Dubai Tennis Championships es un evento profesional de tenis perteneciente al ATP World Tour en la categoría ATP World Tour 500 y en la WTA a los WTA Premier. Se disputó del 17 al 23 de febrero para las mujeres y del 24 de febrero al 1 de marzo para los hombres, en Dubái, Emiratos Árabes Unidos.

## Cabeza de serie

### Individuales masculinos
| Tenista               | Ranking | Preclasificado |
| Novak Djokovic        | 1       | 2              |
| Juan Martín del Potro | 3       | 2              |
| Tomáš Berdych         | 7       | 3              |
| Roger Federer         | 8       | 4              |
| Jo-Wilfried Tsonga    | 10      | 5              |
| Mijaíl Yuzhny         | 14      | 6              |
| Philipp Kohlschreiber | 27      | 7              |
| Dmitry Tursunov       | 28      | 8              |

- Ranking del 17 de febrero de 2014

### Dobles masculinos
| Tenista                              | Ranking | Preclasificada |
| Daniel Nestor Nenad Zimonjić         | 27      | 1              |
| Rohan Bopanna Aisam-ul-Haq Qureshi   | 31      | 2              |
| Mariusz Fyrstenberg Marcin Matkowski | 35      | 3              |
| Mahesh Bhupathi Michaël Llodra       | 61      | 4              |

- Ranking del 17 de febrero de 2014

### Individuales femeninos
| Tenista             | Ranking | Preclasificada |
| Serena Williams     | 1       | 1              |
| Agnieszka Radwańska | 4       | 2              |
| Petra Kvitová       | 6       | 3              |
| Sara Errani         | 7       | 4              |
| Jelena Janković     | 8       | 5              |
| Angelique Kerber    | 9       | 6              |
| Simona Halep        | 10      | 7              |
| Caroline Wozniacki  | 11      | 8              |

### Dobles femeninos
| Tenista                            | Ranking | Preclasificada |
| Sara Errani Roberta Vinci          | 2       | 1              |
| Yekaterina Makarova Yelena Vesnina | 12      | 2              |
| Květa Peschke Katarina Srebotnik   | 17      | 3              |
| Cara Black Sania Mirza             | 22      | 4              |

## Campeones

### Individuales Masculino
Roger Federer venció a  Tomáš Berdych por 3-6, 6-4, 6-3

### Individuales Femenino
Venus Williams venció a  Alizé Cornet por 6-3, 6-0

### Dobles Masculino
Aisam Qureshi /  Rohan Bopanna vencieron a  Daniel Nestor /  Nenad Zimonjic por 6-4, 6-3

### Dobles Femenino
Alla Kudryavtseva /  Anastasia Rodionova vencieron a  Raquel Kops-Jones /  Abigail Spears por 6-2, 5-7, [10-8]